# Dziedziniec Belwederski
Dziedziniec Belwederski (wł. Cortile del Belvedere) – monumentalny dziedziniec w Pałacu Apostolskim w Watykanie, zaprojektowany przez Donata Bramantego na zlecenie papieża Juliusza II na początku XVI wieku. Uznawany za jedno z najważniejszych dzieł architektury renesansu, łączył Pałac Watykański z willą papieża Innocentego VIII i służył jako reprezentacyjna przestrzeń dla papieskich ceremonii, rozrywek oraz ekspozycji kolekcji rzeźb antycznych. Jego innowacyjne rozwiązania przestrzenne, w tym zastosowanie perspektywy na dużą skalę i tarasowy układ, wywarły znaczący wpływ na późniejszą architekturę europejską, zwłaszcza na projektowanie pałaców i ogrodów. Pierwotna koncepcja Bramantego została częściowo zniweczona przez późniejsze przebudowy, które podzieliły dziedziniec na mniejsze części.

## Historia
Projekt Cortile del Belvedere powstał na zlecenie papieża Juliusz II, który pragnął stworzyć godną papiestwa przestrzeń łączącą starszy Pałac Watykański, rozbudowany przez Mikołaja V, z położoną na wzgórzu willą zbudowaną przez Innocentego VIII. Prace nad dziedzińcem rozpoczęły się około 1506 roku pod kierunkiem Donata Bramantego.
Głównym celem projektu było nie tylko fizyczne połączenie obu budowli, ale także stworzenie imponującej sceny dla papieskich ceremonii, turniejów, spektakli oraz miejsce rekreacji. Dziedziniec miał również pomieścić rosnącą papieską kolekcję antycznych rzeźb, w tym m.in. Grupy Laokoona i Apolla Belwederskiego, które stały się zaczątkiem Muzeów Watykańskich.
schodami i rampami, inspirowaną starożytnymi rzymskimi kompleksami, takimi jak sanktuarium Fortuny Primigenii w Praeneste.
Jedność przestrzenna Cortile del Belvedere została naruszona w późniejszych wiekach. Pod koniec XVI wieku (ok. 1585-1590) papież Sykstus V zlecił budowę poprzecznego skrzydła Biblioteki Watykańskiej, które przecięło dziedziniec na dwie części. W latach 1817-1822 wzniesiono kolejne poprzeczne skrzydło, tzw. Braccio Nuovo (Nowe Skrzydło) Muzeów Watykańskich, zaprojektowane przez Raffaele Sterna, które dodatkowo podzieliło górną część dziedzińca.

## Architektura
Projekt Bramantego dla Cortile del Belvedere był jednym z najbardziej ambitnych założeń architektury renesansowej. Jego główne cechy architektoniczne to:
- Układ przestrzenny – Bramante zaprojektował dwa długie korytarze, które wydzieliły obszerny dziedziniec. Całość została pomyślana jako spektakularne założenie, mające podkreślić wspaniałość obu połączonych pałaców.
- System tarasów i schodów – kluczowym elementem projektu była seria sześciu wąskich tarasów połączonych schodami. Tarasy te umożliwiały przejście między tarasem ogrodowym a dziedzińcem pałacowym.
- Skrzydła boczne – wzdłuż tarasów biegły wąskie skrzydła. Obecnie w tych długich skrzydłach mieszczą się Muzea Watykańskie oraz Biblioteka Watykańska.
- Górny taras i nisza - najwyższy taras był pierwotnie zaplanowany przez Bramantego jako ogród (garden ground). Jednak z powodu niewielkich rozmiarów domu (prawdopodobnie Villa Belvedere), Bramante zmodyfikował ten pomysł. Stworzył dekoracyjną strukturę ogrodową umieszczoną wewnątrz ogromnej, półkolistej niszy. Na jej szczycie znajdowała się loggia.

## Znaczenie i wpływ
Cortile del Belvedere był przełomowym dziełem w historii architektury i architektury krajobrazu. Jego koncepcja osiowego, tarasowego założenia, integrującego budynki i otwartą przestrzeń, a także monumentalne wykorzystanie perspektywy i klasycznych form, wywarły ogromny wpływ na projektowanie pałaców, ogrodów (zwłaszcza ogrodów formalnych) i placów w całej Europie od renesansu po barok. Stał się on inspiracją dla takich realizacji jak Wersal czy Villa d'Este w Tivoli. Dziedziniec był również kluczowym miejscem dla rozwoju nowożytnego muzealnictwa, eksponując cenne antyczne rzeźby i wpływając na sposób ich prezentacji.

## Stan obecny
W wyniku XVI-wiecznej budowy skrzydła Biblioteki Watykańskiej oraz XIX-wiecznej budowy Braccio Nuovo, pierwotna, jednolita przestrzeń Cortile del Belvedere została podzielona. Obecnie teren dawnego dziedzińca zajmują trzy odrębne dziedzińce:
- Cortile del Belvedere: Najniższa, południowa część, położona najbliżej Bazyliki św. Piotra. Zachowuje część charakteru pierwotnego dolnego tarasu, choć jej wygląd również uległ zmianom.
- Cortile della Biblioteca: Środkowa część, powstała po przedzieleniu dziedzińca budynkiem Biblioteki Sykstyńskiej.
- Cortile della Pigna (pol. Dziedziniec Szyszki): Górna, północna część, nazwana od monumentalnej rzymskiej szyszki z brązu, pochodzącej prawdopodobnie z I  wieku n.e. Dziedziniec ten jest częścią trasy zwiedzania Muzeów Watykańskich. W jego centrum znajduje się współczesna rzeźba Arnalda Pomodora Sfera con Sfera[6].